# Mesothen albilimbata
Mesothen albilimbata är en fjärilsart som beskrevs av Paul Dognin 1912. Mesothen albilimbata ingår i släktet Mesothen och familjen björnspinnare. Inga underarter finns listade i Catalogue of Life.